# 紐斯福里斯特 (北卡羅萊納州)
紐斯福里斯特（英語：Neuse Forest）是位於美國北卡羅萊納州克雷文縣的普查規定居民點。

## 人口
根據2020年美國人口普查的數據，紐斯福里斯特的面積為8.24平方千米，當中陸地面積為8.18平方千米，而水域面積為0.05平方千米。當地共有人口2110人，而人口密度為每平方千米256.07人。